# Свети Георги (Панагия)
Вижте пояснителната страница за други значения на Свети Георги.
„Свети Георги“ (на гръцки: Ιερός Ναός Αγίου Γεωργίου) е възрожденска православна църква край село Панагия на остров Тасос, Егейска Македония, Гърция, част от Филипийската, Неаполска и Тасоска епархия на Вселенската патриаршия.
Разположена е югоизточно от селото, на запад от пътя към Потамия, приблизително на средата на разстоянието между двете селища. Вдясно от сводестия вход има надпис:
| „ | ΤΗ ΕΠΙΜΕΛΕΙ ΦΡΟΝΤΙΔΙ ΚΩΝ. Κ. Ε. ΟΙΚΟΝΟΜΟΥ ΤΗ 8 ΦΕΒΡ 1893 | “ |

В архитектурно отношение е еднокорабен храм с дървен покрив без трем и с почти цилиндричен свод. Външните му размери са 8,93 / 7,33 m, площта е 65,46 m2, а дебелината на стените е 0,65 m. Входът е на западната страна. Вратата е двойна, обкована и има полукръгъл оберлихт. Вляво има релефен кръст. Прагът е на височината на терена и с три стъпки по-високо от нивото на наоса. Осветлението става от три южни, от които един в светилището, и два северни, засводени прозореца. Всички са двойни с полукръгъл оберлихт. Наосът е без таван, а подът е покрит с бели плочи.
Иконостасът е широк и има три врати. Долната зона има табла с малки ромбове. Отгоре има шест царски икони, над които има таблена зона. В последния ред има девет малки икони. Вляво и вдясно от иконостаса има има места за по още една царска икона.
Светилището е повдигнато с едно стъпало. Отвън апсидата е полукръгла и стига до земята. Олтарът е каменен, като основата му е от раннохристиянска колона. До олтара има база на мраморна колона. Протезисът и диаконикона са правоъгълни и извити, а нишата на северната стена е полукръгла и извита.
Покривът е двускатен със скосявания на изток и запад.
В храма се пазят ценни оригинални ламаринени свещници и кандила. Има и владишки трон до двете пейки.